# Bauen unter dem rollenden Rad

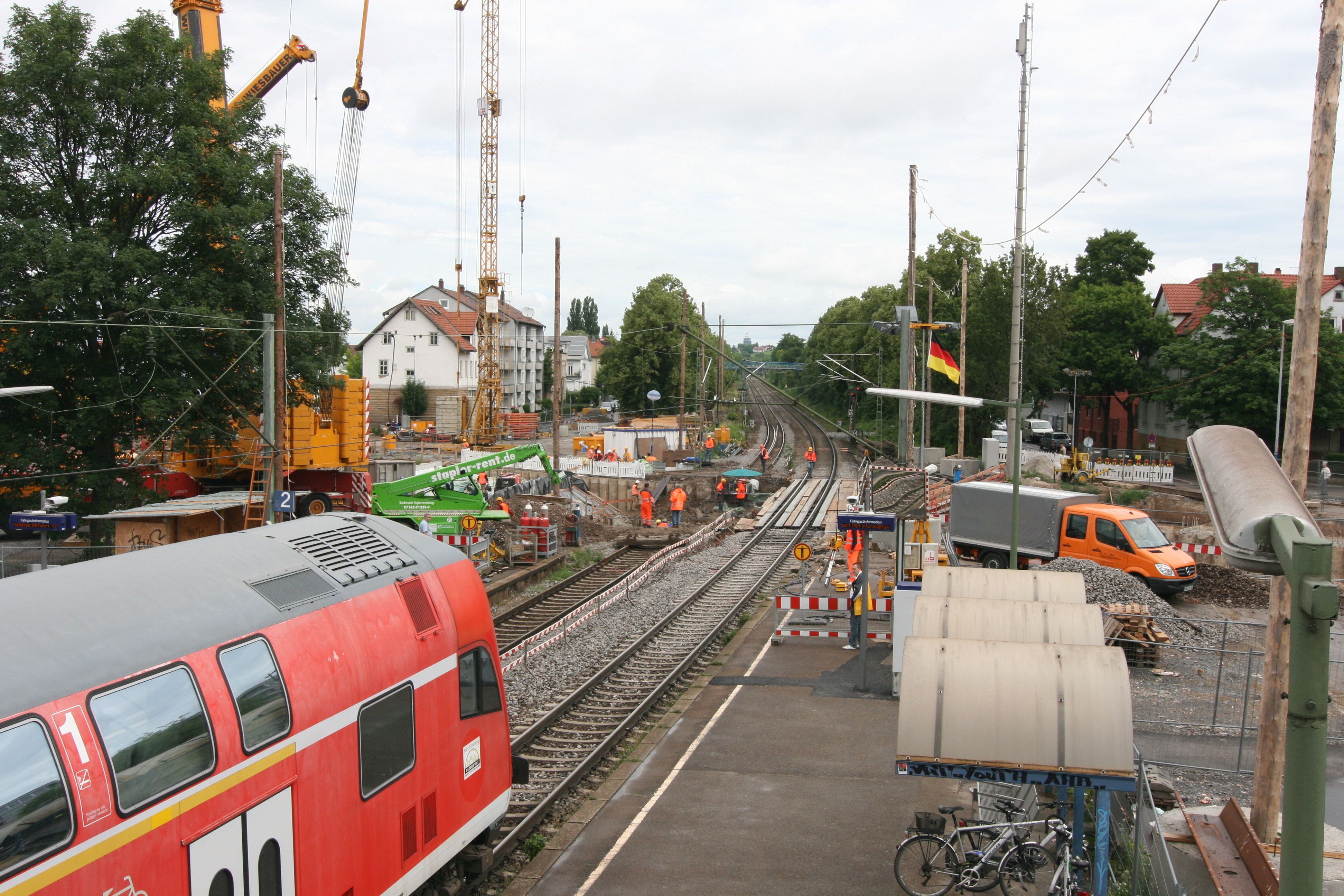
Gleisbau unter Verkehr

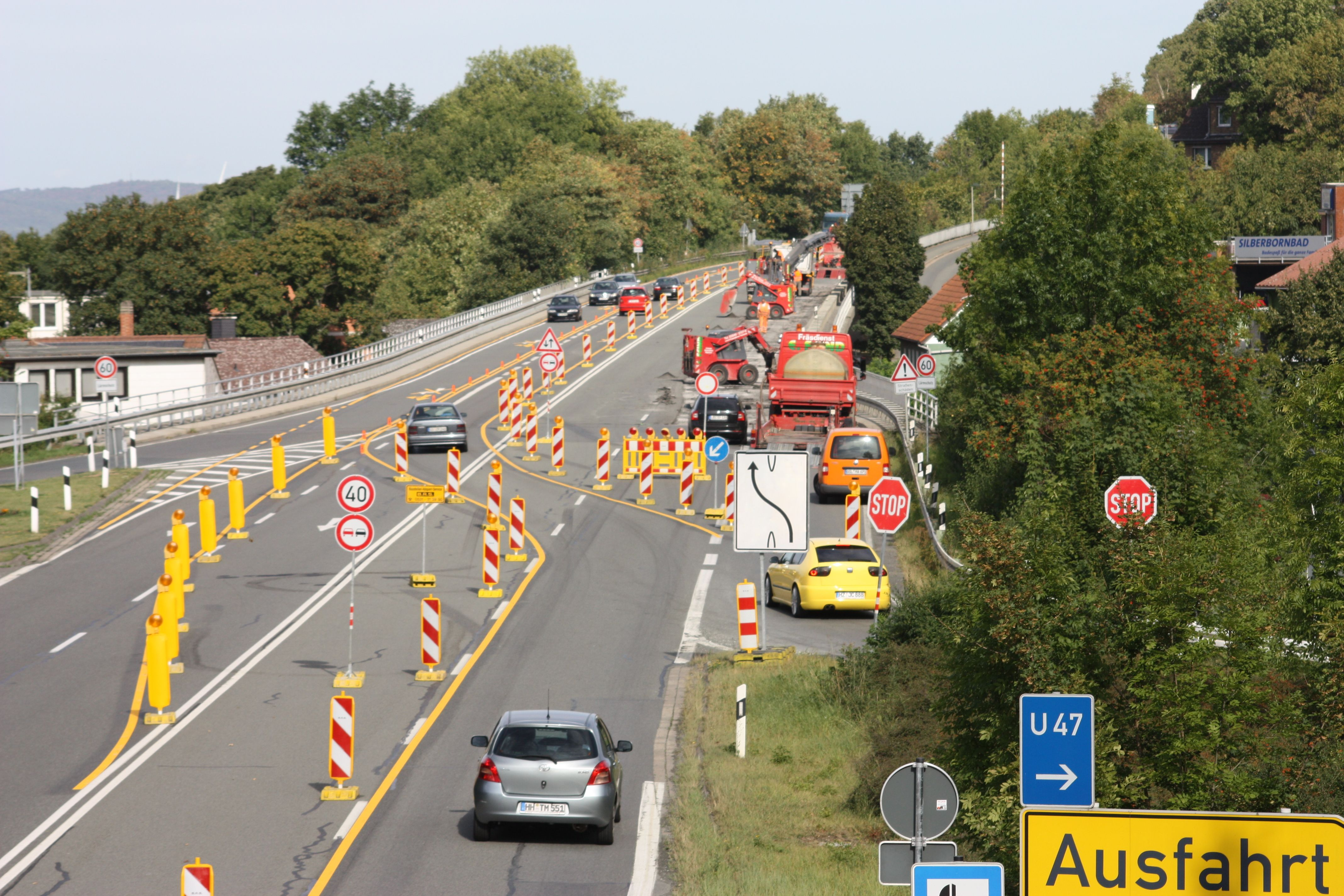
Straßenbau unter Verkehr

Bauen unter dem rollenden Rad (auch Bauen unter Verkehr) bezeichnet im Eisenbahn- und Straßenbau ein Bauverfahren, bei dem unter Aufrechterhaltung des Verkehrs Bauarbeiten durchgeführt werden. Diese Form der Baudurchführung kommt immer dann zur Anwendung, wenn aufgrund der Wichtigkeit des Verkehrsweges keine Möglichkeit besteht, den Baubereich für den Verkehr vollständig zu sperren und eine Umleitung bzw. einen Schienenersatzverkehr einzurichten. Dies gilt in der Regel für Autobahnen und Fernverbindungen im Schienenverkehr. Ein häufig im Straßenbau praktizierter Kompromiss ist die Anwendung einer 4+0-Verkehrsführung. 

## Merkmale
Das Bauen unter Verkehr stellt besondere Anforderungen sowohl an den Bauablauf als auch an das Baustellenmanagement. Oberstes Ziel ist es, ein höchstes Maß an Arbeits- und Verkehrssicherheit zu gewährleisten. Zu diesem Zweck wird besonderes Augenmerk auf eine vollumfassende Arbeitsstellensicherung gelegt. Charakteristisch für das Bauen unter Verkehr ist auch die Einteilung in mehrere Bau- bzw. Verkehrsphasen. Dazu ist oftmals auch die Herstellung (und der Rückbau) von Provisorien und Baubehelfen (beispielsweise Hilfsbrücken) notwendig. 
Baubetrieblich sind bei diesem Bauverfahren ebenfalls Anpassungen erforderlich (Mehrschichtbetrieb bzw. Wochenend- und Feiertagsarbeit). Typisch ist insbesondere für Gleisbaustellen eine erhöhte Nacht-Tätigkeit, da auf diese Weise Arbeiten, die eine größere Behinderung des Verkehrs bewirken, wegen eines geringeren Verkehrsaufkommens durchgeführt werden können. Zudem kann durch die Nachtarbeit der Bauablauf beschleunigt werden.
Das Bauen unter Verkehr bedingt eine zum Teil deutlich längere Bauzeit im Vergleich zu Baustellen, die mit einer Vollsperrung abgewickelt werden. Die Erschwernisse bei der Bauausführung, die aufwendige Verkehrssicherung und der Bau von Provisorien haben einen erheblichen Einfluss auf die Baukosten.